# No sé (canción de Melody)
«No sé» es una canción de la cantante y actriz española Melody. Fue un sencillo de su tercer álbum T.Q.M. que lanzó en 2003, a la edad de 12 años.

## Versión de DJ Pana
En 2013, el cantante y actor venezolano DJ Pana, lanzó una versión de la canción junto a Melody. Esta versión fue grabada en estilo merengue e incluyó un video musical que fue filmado en España.

## Versión de Explosión de Iquitos
En 2021, el grupo de cumbia peruana Explosión de Iquitos lanzó una nueva versión en cumbia de la canción. Esta versión se volvió viral en plataformas digitales como TikTok.
Un video musical de la canción fue filmado en Iquitos, ciudad de la selva amazónica peruana, lanzado el 17 de abril de 2021, con la aparición de la Uchulú y el Ingeniero Bailarín, personajes que hicieron viral a la canción.
Su versión encabezó las listas de éxitos en Perú.
Melody viajó al Perú para grabar un remix de esta versión junto con Explosión de Iquitos. El remix fue grabado en junio de 2021 y lanzado el 31 de julio de 2021 junto con su video musical que fue grabado en Iquitos.

### Posicionamiento en listas
| Listas (2021)                   | Posición más alta |
| ------------------------------- | ----------------- |
| Perú (Monitor Latino)           | 1                 |
| Perú Tropical (Monitor Latino)  | 1                 |
| Perú Digital Top 1000 (Unimpro) | 10                |